# ガレアッツォ2世・ヴィスコンティ
ガレアッツォ2世・ヴィスコンティ（Galeazzo II Visconti, 1321年 - 1378年8月4日）は、中世イタリア・ミラノの名族ヴィスコンティ家の専制君主（僭主）。ジャン・ガレアッツォ・ヴィスコンティの父。

## 生涯
長年にわたって病弱で関節炎を患っていたため、弟のベルナボと共同統治を行なう一方で、ミラノを東西に分割して自身は西半分、弟は東半分の領地を経営する体制をとった。また、フランスやイングランドの王家との政略結婚によるミラノの地位安定を図り、成功を収めた。
文化に対する造詣も深い教養人であり、特に建築に熱心であった。桂冠詩人のペトラルカとも親交があったと言われている。1378年、58歳で死去し、後を息子のジャンが継いだ。

## 子女
1350年にサヴォイア伯アイモーネの娘ビアンカと結婚し、以下の子女をもうけた。
- ジャン・ガレアッツォ（1351年 - 1402年） - ミラノ僭主
- ヴィオランテ（1353年頃 - 1386年） - 1368年にクラレンス公ライオネル・オブ・アントワープと結婚、次にモンフェッラート侯オットーネ3世と結婚、1381年にルドヴィーコ・ヴィスコンティ（ベルナボ・ヴィスコンティの子）と結婚[3]